# Erich Abraham
Erich Abraham, född 27 mars 1895 i Marienburg i Ostpreussen, död 7 mars 1971 i Wiesbaden, var en tysk militär under andra världskriget. Han blev generalmajor 1943 och general i infanteriet 1945. Abraham tilldelades järnkorsets riddarkors med eklöv i juni 1944. Han var krigsfånge maj 1945 – augusti 1947.

## Befäl
- befälhavare för 76. Infanterie-Division april 1943 – oktober 1944
- befälhavare för LXIII. Armeekorps december 1944 – maj 1945.